# Corsica et Sardinia

Det romerska imperiet omkring 120 e.Kr.

Corsica et Sardinia var en romersk provins inom romarriket. Provinsen bestod av Korsika och Sardinien. Dessa två öar hade varit under romersk kontroll sedan 200 f.Kr. när romarna använde dem i samband med puniska krigen.